# 177 (číslo)
Sto sedmdesát sedm je přirozené číslo, které následuje po čísle sto sedmdedesát šest a předchází číslu sto sedmdesát osm. Římskými číslicemi se zapisuje CLXXVII.

## Chemie
- 177 je nukleonové číslo třetího nejběžnějšího izotopu hafnia.[1]

## Matematika
- deficientní číslo
- nešťastné číslo
- nepříznivé číslo

## Doprava
- Silnice II/177 je česká silnice II. třídy vedoucí na trase I/19 – Mladý Smolivec – Lnáře[2]

## Astronomie
- 177 Irma je planetka hlavního pásu.

## Roky
- 177
- 177 př. n. l.